# John Stagliano
John Stagliano (født 29. november 1951 i Chicago) er en amerikansk filminstruktør og pornomodel, der sammen med Ed Powers har været ansvarlig for at udvikle og popularisere den såkaldte gonzo-porno.
Særligt populær er hans halvdokumentariske serie af Buttman-film, der startede med The Adventures of Buttman (1989), og hvori han selv spiller hovedrollen som den numsefikserede skørtejæger, Buttman, bevæbnet med et lystent blik og et håndholdt videokamera.